# Gầm ghì lưng xanh
Gầm ghì lưng xanh Có nơi gọi là Gầm Gừ (tên khoa học Ducula aenea) là một loài chim thuộc Chi Gầm ghì, Họ Bồ câu. Loài này được tìm thấy ở Việt Nam tại Biên Hòa, Tây Ninh, Kon Tum, Thừa Thiên, Quảng Trị và Côn Lôn

## Hình ảnh

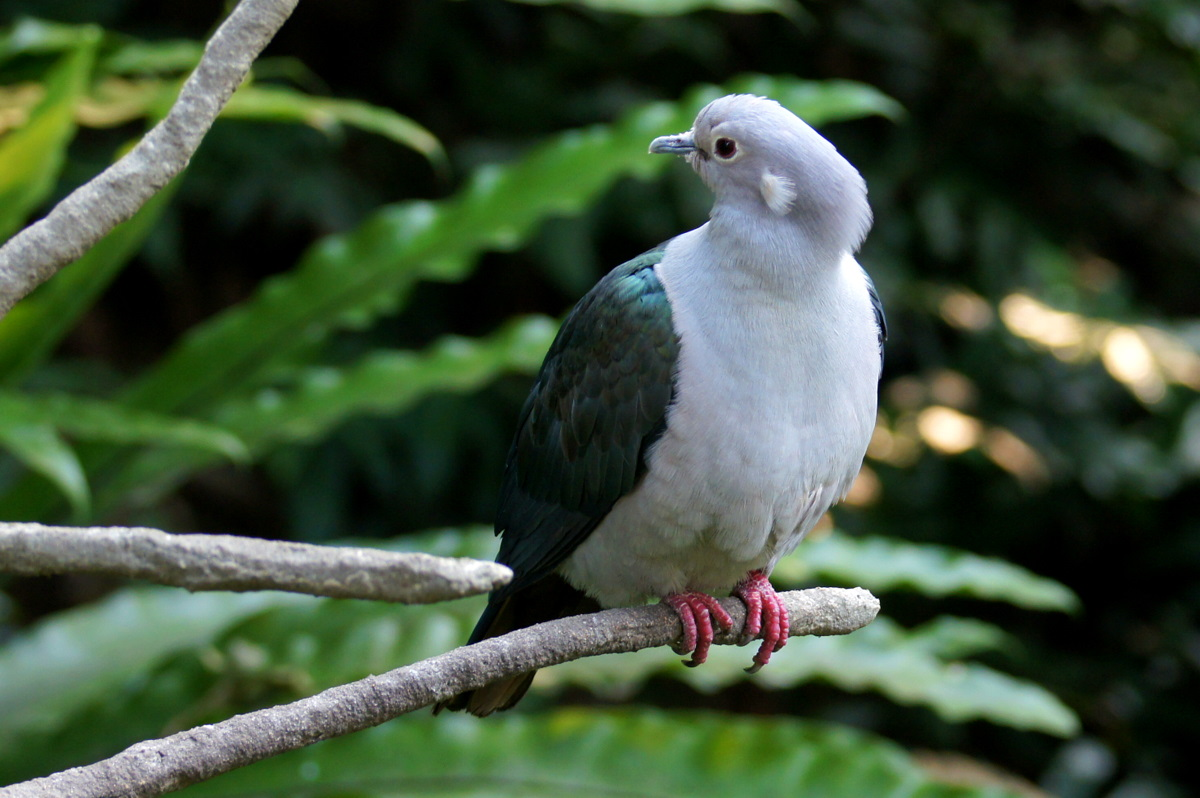
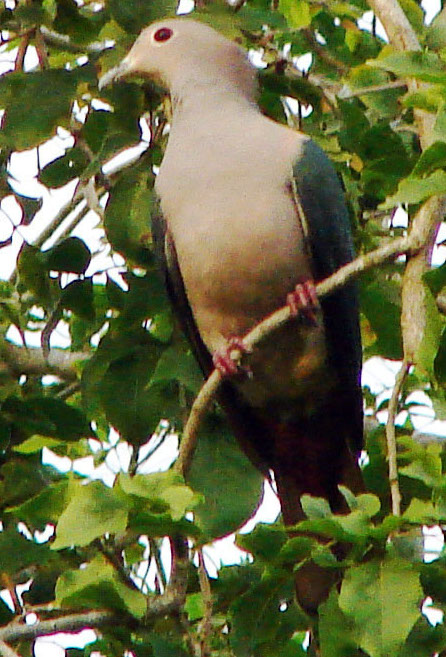
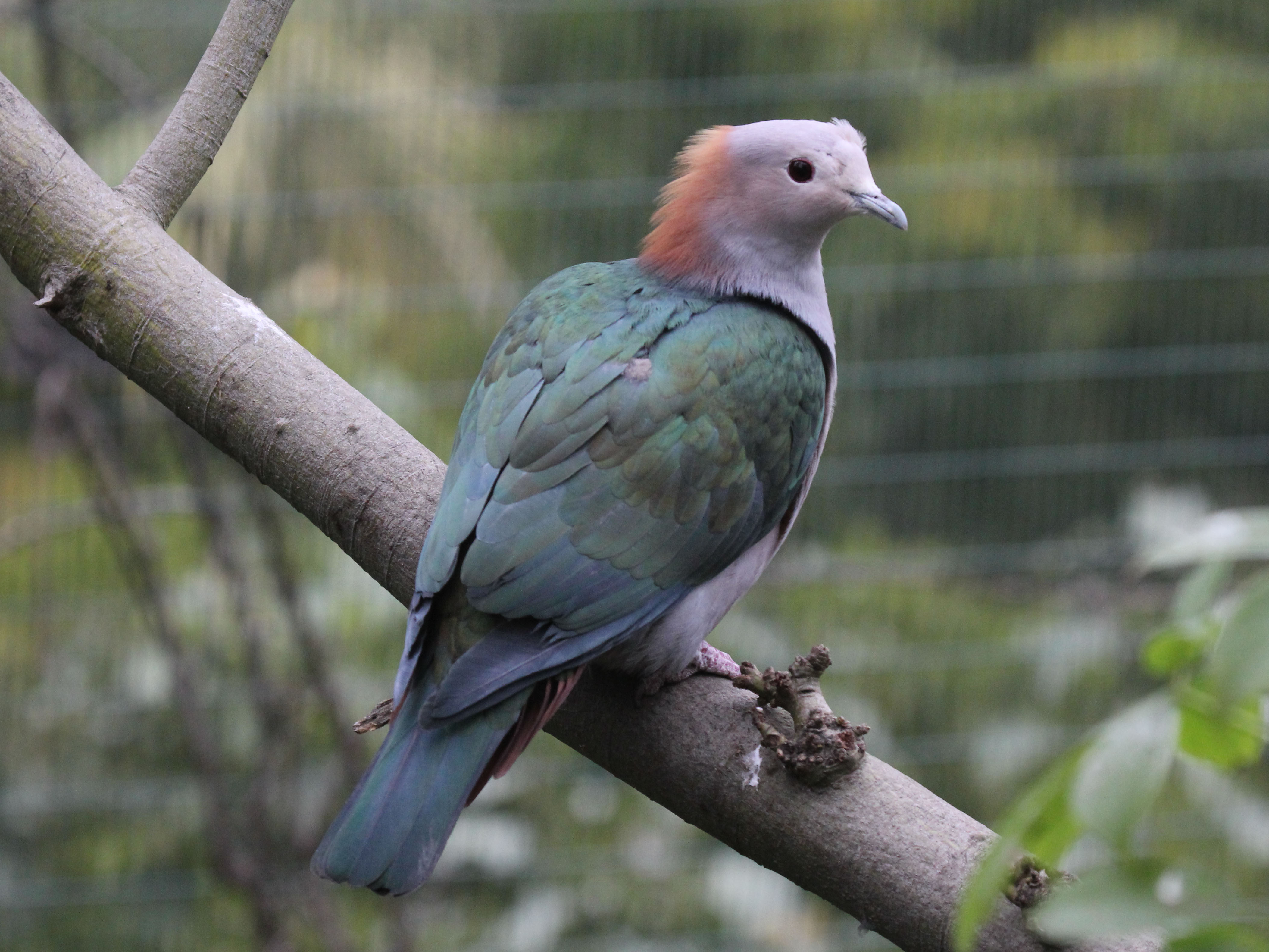
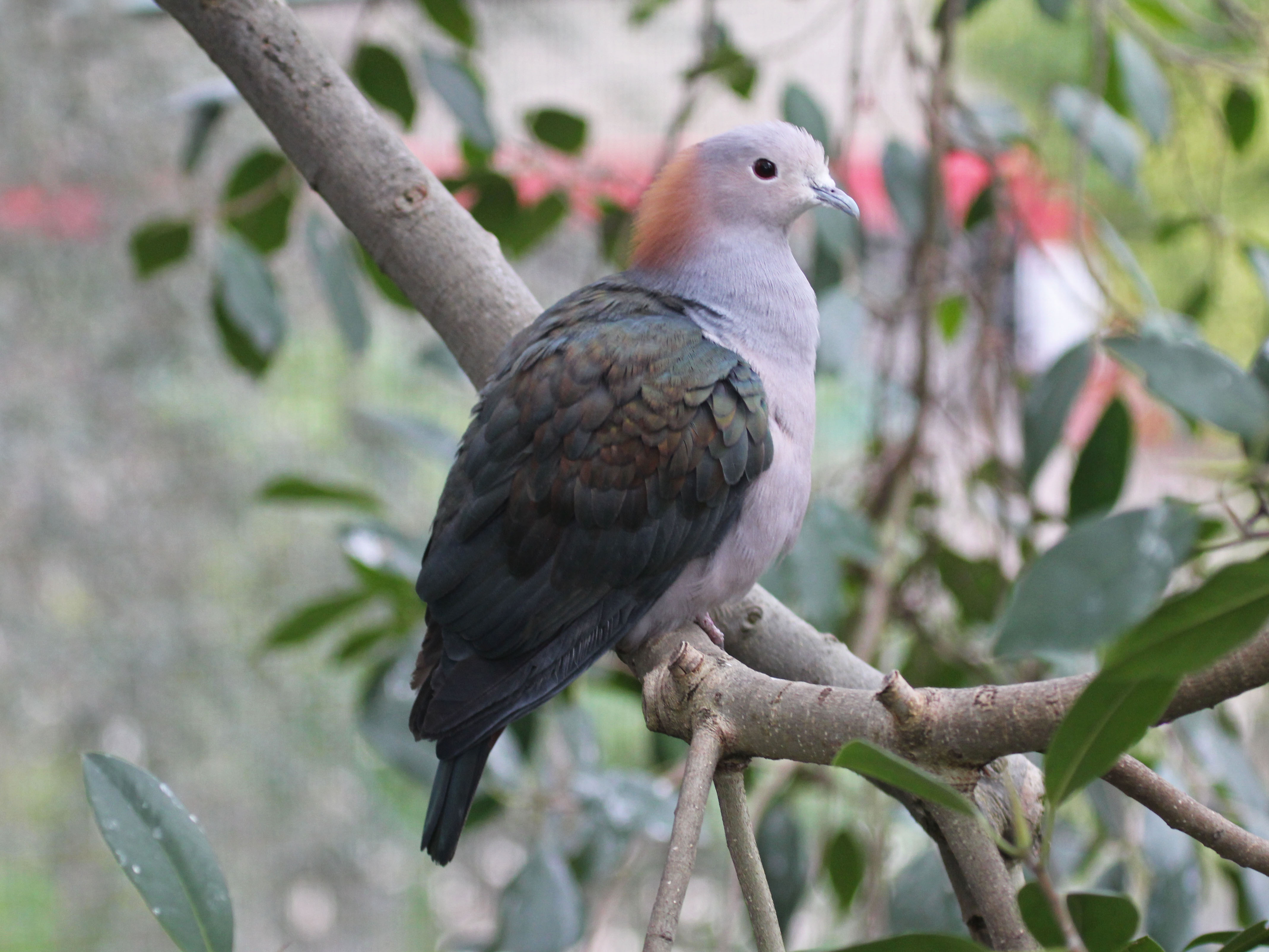